# OTI 1985
La XIV edición del Gran Premio de la Canción Iberoamericana o el Festival de la OTI se llevó a cabo el 21 de septiembre de 1985 en el Teatro Lope de Vega de la ciudad de Sevilla en España. Sus presentadores fueron el humorista Emilio Aragón y la cantante Paloma San Basilio, quien ese mismo año había representado a España en el Festival de la Canción de Eurovisión 1985.

## Desarrollo
En la edición de 1985 estuvo marcada por la conmoción mundial que causó el violento terremoto ocurrido en México dos días antes. En los primeros minutos del festival, los presentadores enviaron un mensaje de solidaridad al pueblo mexicano.
En aquel festival iba a dar comienzo con un mensaje en vídeo a cargo del rey Juan Carlos I de España al estilo del que divulgó el presidente de Estados Unidos Ronald Reagan en el Festival de la OTI 1983, pero se descartó. A raíz de lo sucedido en México se suprimió el mensaje, aunque en Televisión Española intentó modificarlo o grabarlo de nuevo para adaptarlo a la nueva situación.
En 1985 por primera vez Brasil se ausentó del Festival de la OTI. Según publicó a El País de España, en donde los intérpretes seleccionados en el concurso local eran menores de edad, aspecto que contravenía las normas del certamen. Por otro lado, Bolivia, que anunció inicialmente su participación en el Festival de la OTI 1985, se tuvo que retirar por dificultades financieras. Pese a las ausencias de, Brasil y Bolivia pues retransmitieron el festival. Además, Canadá y Haití también difundieron el festival por primera vez en sus respectivos territorios.
Se destacó la participación de México, representado por Eugenia León, a la sazón una joven cantante de raíz folclórica; en mismo caso fue el de Ecuador, representado por un intérprete de origen indígena, Jesús Fichamba, con un tema relativo a la conquista de América. México obtuvo el primer lugar con el tema El fandango aquí, seguido de Ecuador y Argentina, logrando el segundo premio ex aequo, mientras que en el tercer lugar recayó en Chile. Según informó la presentadora, que en una primera ronda de votación del jurado se empataron los votos de las canciones de los tres países (Argentina, Ecuador y México) y el jurado tuvo que pedir un tiempo extra para dilucidar quien sería el ganador.
La estrella invitada que amenizó el intermedio fue Rocío Jurado.
El presupuesto del festival rondó los 60 millones de pesetas (algo más de 360.000 euros).

## Jurado internacional
- Raúl Velasco (ausente durante el festival por haber viajado a México)
- Luis Miguel Dominguín
- Alberto Cortez
- Lola Flores
- Teresa Sánchez López
- Antonio
- Adelaide Ferreira
- Fernando Ubiergo

## Participantes
| País                  | Título de la canción                 | Título de la canción                 |
| País                  | Artista                              | Idioma                               |
| --------------------- | ------------------------------------ | ------------------------------------ |
| Antillas Neerlandesas | «Adiós mi amor»                      | «Adiós mi amor»                      |
| Antillas Neerlandesas | Melanie Vanderveen                   | Español                              |
| Argentina             | «Y tú prohibida»                     | «Y tú prohibida»                     |
| Argentina             | Marcelo Alejandro                    | Español                              |
| Chile                 | «Para poder vivir»                   | «Para poder vivir»                   |
| Chile                 | Juan Carlos Duque                    | Español                              |
| Colombia              | «Mi señora campesina»                | «Mi señora campesina»                |
| Colombia              | Grupo Café                           | Español                              |
| Costa Rica            | «Dama y caballero»                   | «Dama y caballero»                   |
| Costa Rica            | Edgar Eduardo Vega                   | Español                              |
| Ecuador               | «La niña, la pinta y la Santa María» | «La niña, la pinta y la Santa María» |
| Ecuador               | Jesús Fichamba                       | Español                              |
| El Salvador           | «El vendedor de canciones»           | «El vendedor de canciones»           |
| El Salvador           | Óscar Alejandro                      | Español                              |
| España                | «Esta forma de querer»               | «Esta forma de querer»               |
| España                | Caco Senante                         | Español                              |
| Estados Unidos        | «Te canto de mi raza»                | «Te canto de mi raza»                |
| Estados Unidos        | Zobeida y Frank                      | Español                              |
| Guatemala             | «Escenario»                          | «Escenario»                          |
| Guatemala             | Gloria Marina                        | Español                              |
| Honduras              | «Una historia tantas veces contada»  | «Una historia tantas veces contada»  |
| Honduras              | Dúo Tú y Yo                          | Español                              |
| México                | «El fandango aquí»                   | «El fandango aquí»                   |
| México                | Eugenia León                         | Español                              |
| Nicaragua             | «Carta de amor para ese tiempo»      | «Carta de amor para ese tiempo»      |
| Nicaragua             | María Eugenia Urroz                  | Español                              |
| Panamá                | «Con las manos atadas»               | «Con las manos atadas»               |
| Panamá                | Rafael Della Serra                   | Español                              |
| Paraguay              | «A veces quiero ser»                 | «A veces quiero ser»                 |
| Paraguay              | Lisa Bogado                          | Español                              |
| Perú                  | «Señora de nadie»                    | «Señora de nadie»                    |
| Perú                  | Luis Alonso                          | Español                              |
| Portugal              | «Um ano depois»                      | «Um ano depois»                      |
| Portugal              | Jorge Fernando                       | Portugués                            |
| Puerto Rico           | «Represento»                         | «Represento»                         |
| Puerto Rico           | Juan Manuel Lebrón                   | Español                              |
| República Dominicana  | «Con las alas rotas»                 | «Con las alas rotas»                 |
| República Dominicana  | Gina D'Alessandro                    | Español                              |
| Uruguay               | «Siempre más»                        | «Siempre más»                        |
| Uruguay               | Nelson Candia                        | Español                              |
| Venezuela             | «El primer vuelo»                    | «El primer vuelo»                    |
| Venezuela             | Doris Hernández                      | Español                              |

## Resultados
</FONT

| #                                            | País                  | Artista(s)          | Canción                            | Posición |
| -------------------------------------------- | --------------------- | ------------------- | ---------------------------------- | -------- |
| 1                                            | El Salvador           | Óscar Alejandro     | El vendedor de canciones           |          |
| 2                                            | Costa Rica            | Edgar Eduardo Vega  | Dama y caballero                   |          |
| 3                                            | Uruguay               | Nelson Candia       | Siempre más                        |          |
| 4                                            | Venezuela             | Doris Hernández     | El primer vuelo                    |          |
| 5                                            | Estados Unidos        | Zobeida y Frank     | Te canto de mi raza                |          |
| 6                                            | Puerto Rico           | Juan Manuel Lebrón  | Represento                         |          |
| 7                                            | Honduras              | Dúo Tú y Yo         | Una historia tantas veces contada  |          |
| 8                                            | México                | Eugenia León        | El fandango aquí                   | 1        |
| 9                                            | Colombia              | Grupo Café          | Mi señora campesina                |          |
| 10                                           | Argentina             | Marcelo Alejandro   | Y tú prohibida                     | 2        |
| 11                                           | Antillas Neerlandesas | Melanie Vanderveen  | Adiós mi amor                      |          |
| 12                                           | Paraguay              | Lisa Bogado         | A veces quiero ser                 |          |
| 13                                           | Perú                  | Luis Alonso         | Señora de nadie                    |          |
| 14                                           | Chile                 | Juan Carlos Duque   | Para poder vivir                   | 3        |
| 15                                           | Nicaragua             | María Eugenia Urroz | Carta de amor para ese tiempo      |          |
| 16                                           | Panamá                | Rafael Della Serra  | Con las manos atadas               |          |
| 17                                           | Guatemala             | Gloria Marina       | Escenario                          |          |
| 18                                           | Portugal              | Jorge Fernando      | Um ano depois                      |          |
| 19                                           | España                | Caco Senante        | Esta forma de querer               |          |
| 20                                           | Ecuador               | Jesús Fichamba      | La Niña, la Pinta y la Santa María | 2        |
| 21                                           | República Dominicana  | Gina D'Alessandro   | Con las alas rotas                 |          |
| Lugar: Teatro Lope de Vega - Sevilla, España |                       |                     |                                    |          |